# Narashino, Chiba
Narashino (習志野市 Narashino-shi) là một thành phố thuộc tỉnh Chiba, Nhật Bản.